# Vegetarijanska prehrana
Vegetarijanska prehrana praksa je suzdržavanja od konzumiranja mesa (crveno meso, perad, kukci, meso drugih životinja i ponekad plodovi mora). Također može uključivati suzdržavanje od jedenja svih proizvoda čiji proizvodni proces podrazumijeva usmrćivanje životinja ili čiji proizvodni proces podrazumjeva životinjsko porijeklo. 
U sklopu takve prehrane, meso se često zamijenjuje proizvodima biljnog porijekla kojima je cilj imitirati meso. Ta imitacija mesa može podrazumijevati okus, no češće se upotrebljava kao supstitucija za nutricionalne vrijednosti mesa te za elemente mesa u složenim jelima.

## Tipovi
Postoje mnoge varijante vegetarijanske prehrane, neke od njih su: 
- lakto-ovo-vegetarijanska prehrana – uz proizvode biljnog porijekla uključuje i jaja i mliječne proizvode.
- ovo-vegetarijanska prehrana – uključuje jaja, no ne i mliječne proizvode.
- lakto-vegetarijanska prehrana – uključuje mliječne proizvode, no ne i jaja.
- veganska prehrana – kao najstroža među vegetarijanskim dijetama isključuje sve proizvode životinjskog podrijetla, a često se provodi uz praksu izbjegavanja proizvoda životinjskog podrijetla i izvan prehrane, poput odjeće od kože ili krzna te izbjegavanja proizvoda testiranih na životinjama.
- pesketarijanska prehrana – uključuje ribu i plodove mora, ali ne i ostale vrste mesa.
- makrobiotičarska prehrana – prehrana prema propisima makrobiotike; može uključivati i izbjegavanje mesa iz zdravstvenih razloga, ravnomjeran unos svih namirnica ili uzimanje samo onih namirnica koje su dostupne u prirodnom okolišu u kojem se osoba nalazi.

Uz navedene su osobito izražene i frutarijanstvo, orijentirano oko prehrane voćem i orašastim plodovima, te sirovojedstvo.

## Motivi
Vegetarijanstvo se u suvremenome društvu prihvaća iz raznih razloga koji su često u međusobnoj konkordanciji. Velik broj ljudi protivi se jedenju mesa zbog vjerovanja da životinje doživljavaju osjećaje, a time i bol. Takvi etički motivi kodificirani su u brojnim religijskim uvjerenjima te su nerijetko usko vezani uz zagovaranje za prava životinja. Drugi motivi za vegetarijanstvo su mnogi; ekološka načela, vjerska praksa iz drugih razloga, briga za zdravlje, prakticiranje yoge i prihvaćanje New Age filozofije, politička uvjerenja, estetske težnje i sl. 
Po pitanju religije, mnoge podučavaju zabranu oduzimanja života, iz čega proizlazi vegetarijanski stil života. Neke od takvih vjeroispovjesti su hinduizam, budizam, taoizam, sikizam, džainizam, sufizam i rastafarijanstvo. Judaizam i Kršćanstvo, koje dijele Stari zavjet, imaju aluzije na Rajski vrt s referencama na vegetarijanski ideal.
Hinduisti smatraju vegetarijanstvo primarnim idealom. Oni vjeruju da hrana ima osobnost. Meso tako predstavlja agresiju i mentalno stanje zvano „rajas”, dok biljna hrana ima kvalitetu „satva” i mentalno stanje mira.
Nanošenje boli, a osobito oduzimanje života, nije etičan čin i samim se time vegetarijanstvo nameće kao bitan dio hinduističkog način razmišljanja. Hinduizam jednako tako smatra da držanje životinja zatvorenima nije humano, što se često primjenjuje i na suvremenu proizvodnju mesa te ostalih životinjskih proizvoda.
Suvremene tvornice mesa najčešće upotrebljavaju velike količine fosilnih goriva i vode za proizvodnju životinjskog mesa. Vegetarijanci često zagovaraju da se ti resursi mogu ekonomičnije iskoristiti u proizvodnji biljnih proizvoda poput žitarica. Takvi se stavovi učestalo isprepliću sa zelenom politikom.
Čest je argument i činjenica da se u suvremenom govedarstvu nerijetko koriste velike količine antibiotika, hormona i drugih tvari kako bi se dovelo do efikasnijeg uzgoja i povećanja prinosa, ne vodeći računa o negativnim utjecajima te prakse na krajnje konzumente proizvoda. Srodan je sličnim idejama i pokretima protiv upotrebljavanja različitih metoda pospješivanja proizvodnje biljnih proizvoda (vidi Monsanto).

## Povijest
Najraniji zapis o vegetarijanskom načinu života potječe iz Indije oko 9. stoljeća prije Krista, zagovarajući toleranciju prema svim živim bićima. Parshvanatha i Mahavira, 23. i 24. tirthankare u đainizmu, oživjeli su i zagovarali stav nenasilja prema životinjama (izvornog naziva ahimsa) te đainsko vegetarijanstvo između 8. i 6. stoljeća prije Krista, što je ne samo najopsežniji, već i najstroži oblik vegetarijanstva. U indijskoj kulturi vegetarijanstvo je tisućljećima bilo usko povezano s ahimsom, a promicale su ga religijske skupine koliko i filozofi. Acharanga Sutra iz 5. stoljeća prije Krista također zagovara džainsko vegetarijanstvo, a redovnicima zabranjuje i hodanje po travi kako bi se spriječilo nanošenje boli i ubijanje malih insekata koji žive unutra.
Drevno tamilsko djelo Kural, datirano prije 5. stoljeća n. e., izričito naglašava izbjegavanje mesa i neubijanje kao vrline običnog čovjeka. Poglavlje 26 Kurala, posebno dvostihovi 251–260, bave se isključivo vegetarijanstvom ili veganstvom.
Među Grcima, Egipćanima i drugima, vegetarijanstvo je imalo medicinske i ritualne svrhe pročišćavanja. Također se prakticiralo i u staroj Grčkoj, gdje najraniji pouzdani dokazi za teoriju i praksu vegetarijanstva potječu iz 6. stoljeća prije Krista. Orfici, poklonici vjerskog pokreta koji se u to vrijeme širio u Grčkoj, također su prakticirali i promicali vegetarijanstvo. Postoje teorije da je grčki učitelj Pitagora, koji je promovirao altruističku doktrinu metempsihoze, prakticirao vegetarijanstvo, ali je također zabilježeno da jede meso. Nevjerodostojan portret Pitagore pojavljuje se u Ovidijevim Metamorfozama, u kojima on zagovara oblik strogog vegetarijanstva. Takav je prikaz bio najučestaliji za govornike engleskoga jezika tijekom ranijeg suvremenog razdoblja, zbog čega su se prije usvajanja riječi „vegetarijanstvo” vegetarijanci u engleskomu jeziku nazivali „Pythagoreans” (hrv. Pitagorejci). Vegetarijanstvo su također prakticirali Mezijci, koji su nastanjivali današnju Srbiju i Bugarsku, oko šest stoljeća kasnije (30. pr. n. e. – 50. n. e.), hraneći se medom, mlijekom i sirom.
U Japanu je 675. godine car Tenmu zabranio ubijanje životinja i jedenje mesa tijekom razdoblja užurbanog uzgoja između travnja i rujna, ali je isključio jedenje divljih ptica i divljih životinja. Ove zabrane i nekoliko drugih koje su uslijedile tijekom stoljeća poništene su u devetnaestom stoljeću tijekom Meiji restauracije. U Kini, za vrijeme dinastije Sung, budistička kuhinja postala je dovoljno popularna da su se pojavili vegetarijanski restorani u kojima su kuhari koristili sastojke kao što su grah, gluten, korjenasto povrće i gljive za nadomještavanje mesa, primjerice svinjetine, piletine, jaja i ikre rakova. Mnoge zamjene za meso koje se koriste danas, kao što su tofu, sejtan i korijen konjaca, potječu iz kineske budističke kuhinje.
Nakon pokrštavanja Rimskog Carstva u kasnoj antici, vegetarijanstvo je praktički nestalo iz Europe, kao i drugdje izuzev Indije. Nekoliko redovničkih redova u srednjovjekovnoj Europi ograničilo je ili zabranilo konzumaciju mesa iz asketskih razloga, ali nitko od njih nije izbjegavao ribu. Štoviše, srednjovjekovna definicija „ribe” uključivala je životinje kao što su tuljani, pliskavice, dupini, bjelolice guske, tupici i dabrovi. Vegetarijanstvo se ponovno pojavilo tijekom renesanse, a postalo je raširenije u 19. i 20. stoljeću. Godine 1847. osnovano je prvo Vegetarijansko društvo u Ujedinjenom Kraljevstvu,  slijedile su ga Njemačka, Nizozemska i druge zemlje. Godine 1886. u Paragvaju je osnovana vegetarijanska kolonija Nueva Germania, iako je njezin vegetarijanski aspekt bio kratkovječan. Međunarodna vegetarijanska unija, udruga nacionalnih društava, osnovana je 1908. godine. U zapadnom svijetu je popularnost vegetarijanstva porasla tijekom 20. stoljeća kao rezultat prehrambenih, etičkih i – u novije vrijeme – ekoloških i ekonomskih problema.

## Povijest vegetarijanstva u Hrvatskoj
Jedan od prvih pobornika vegetarijanstva u Hrvatskoj bio je poznati odvjetnik Ivo Pilar (1874. – 1933. ), koji je 1928. godine u Zagrebu osnovao Vegetarsko društvo te je do 1929. bio i njegov prvi predsjednik. Pilar je svoje stavove prezentirao i na brojnim javnim predavanjima, a navodio je da je vegetarijanac bio još od 1904. godine.
Vegetarsko društvo izdavalo je i svoj časopis Vegetarizam (izlazio 1937. – 1939. godine), a član društva Marko Werner objavio je u Zagrebu 1931. godine i prvu hrvatsku knjigu posvećenu vegetarijanstvu nazvanu Svjetski proglas vegetaraca za svakoga i svim narodima (izdana i na njemačkom 1933. godine). Društvo je 1936. godine publiciralo i prvu hrvatsku vegetarijansku kuharicu. Društvo vegetaraca prestalo je, međutim, s radom 1948. godine.
Prvi članak posvećen vegetarijanstvu na ovim prostorima pod nazivom Vegetarijanci: higijenska crtica objavio je liječnik Antun Lobmayer još 1886. godine.
U vrijeme SFRJ, jedina domaća knjiga objavljena o ovoj temi u Hrvatskoj bila je Osnove vegetarijanske ishrane Julijana Bora iz 1979. godine.

## Prednosti
Prednosti vegetarijanske prehrane su mnogostruke. Nutricionisti tvrde da ona smanjuje koncentraciju masnoća u krvi koje uzrokuju povišenje srčanog tlaka te štetnih slobodnih radikala. Prema najnovijim istraživanjima među vegetarijancima je niži postotak pojave nekih vrsta tumora, kao npr. debelog crijeva, dojke i prostate. Zahvaljujući niskim vrijednostima masnoća, vegetarijanci u prosjeku imaju nižu tjelesnu masu, niži krvni tlak i rjeđe obolijevaju od tipa 2 dijabetesa. 
Najnovija istraživanja pokazuju da mediteranska prehrana koja se bazira na maslinovom ulju, svježem voću i kuhanom povrću uz konzumaciju ribe predstavlja iznimno pozitivnu ravnotežu ishrane s umanjenim rizikom od bolesti krvožilnog sustava. Svjetska zdravstvena organizacija (WHO) kreirala je piramidu zdrave prehrane čiju bazu predstavljaju žitarice, mahunarke i voće koje je preporučljivo najviše konzumirati, dok vrh čini crveno meso, šećer i sol koje treba konzumirati u manjim mjerama.
Najnovije promjene u ekološkom sustavu Zemlje također navode na razmišljanje o prednostima izbjegavanja mesa, većinom zbog toga što proizvodnja mesnih proizvoda zahtjeva veliku potrošnju vode. U Europi su zabilježeni i slučajevi tzv. kravljeg ludila, bolesti koja zahvaća goveda zbog prehrane koštanim brašnom, tj. samljevenim kostima, uginulih krava. Prvi slučajevi zabilježeni su 80-ih godina, točnije 1986. u Engleskoj, kod ovaca, da bi se zatim proširila na krave. To je otvorilo mogućnost trovanja i dovelo do razvoja posebnog oblika encefalitisa. Taj tip encefalitisa, goveđa spongiformna encefalopatija (GSE), je neurodegenerativna bolest krava koja se povezuje sa smrtonosnom varijantnom Creutzfeldt-Jakobovom bolešću, ili „ljudskim kravljim ludilom”, kod ljudi koji su konzumirali kontaminirano meso. 
Još je jedan primjer bolesti vezanih uz mesnu prehranu ptičja gripa, koja se javila 1997. godine u Hong Kongu. Bolest izvorno napada perad, a često i močvarne ptice, osobito divlje patke. Na ljude se u današnje vrijeme prenosi teško, no najčešće u ruralnim kućanstvima zbog bliskog kontakta sa zaraženim životinjama. Tipično zahvaća djecu i kronične bolesnike izazivajući visoku temperaturu, kašalj i upalu pluća, a ima izrazito visoku smrtnost.
Istraživanje objavljeno 15. prosinca 2006. godine u British Medical Journalu ukazuje na poveznicu između inteligencije u djetinjstvu i vegetarijanstva u odrasloj dobi. U obzir su se uzimali parametri kao što su stupanj obrazovanja i socioekonomski status, a analiza je pokazala kako je vegetarijanstvo bilo učestaliji izbor pojedinaca koji su dobili bolje rezultate na testu inteligencije u dobi od 10 godina. Vegetarijanci su u ovoj studiji u prosjeku bili inteligentniji, obrazovaniji i u zanimanjima koja su viša u društvenom poretku prihvaćenosti, ali se te socioekonomske prednosti nisu odrazile na njihova primanja. Moguće je da etička promišljanja nisu samo odredila njihov izbor prehrane, već i izbor zanimanja. U usporedbi s drugima, vegetarijanci su rjeđe bili zaposleni u privatnom sektoru, a češće u humanitarnim i neprofitnim organizacijama, lokalnoj upravi i školstvu.

## Nedostaci
Biljni proteini, doduše, imaju manjak jedne ili više „esencijalnih” aminokiselina. Tako npr. orasi sadrže nisku koncentraciju lizina, a mahunarke nisku koncentraciju metionina. Prehranu je stoga potrebno uravnotežiti sojinim proizvodima, kao što su tofu, tempeh i natto, te pšeničnim glutenom, npr. sejtanom. Na taj način manjak pojedinih aminokiselina ne dovodi do zdravstvenih poremećaja.
Izbjegavanje ribe može dovesti do nedostatka omega-3 masnih kiselina koje su zaslužne za prevenciju bolesti krvožilnog sustava. Taj manjak može se nadoknaditi orašastim plodovima, sjemenkama i morskim travama.
Medicinska je znanost odavno neosporno utvrdila da se vitamin B12 (ponekad zvan kobalamin) nalazi isključivo u mesu, točnije u jetri, i u proizvodima životinjskog podrijetla (jaja, sir, mlijeko, maslac i sl.), a da ga nema u biljnoj hrani i žitaricama. Danas se smatra da se vitamin B12 ipak nalazi i u sjemenju biljaka tokom klijanja, u morskim travama, u jabučnom octu, u sojinom mlijeku, kefiru i vodenom kefiru, ekstraktu kvasca, mesu shitake gljiva i dr. Istraživanja, međutim, upozoravaju i na pogrešnu identifikaciju vitamina B12 prema koronoidnim skupinama koje nisu aktivne kod ljudi, tj. koje u ljudskoj prehrani ne predstavljaju izvor vitamina B12.

## Vanjske poveznice
- Kolekcija vegetarijanskih recepata – vegweb.com
- Vegetarijanska udruga Hrvatske  Arhivirana inačica izvorne stranice od 31. kolovoza 2006. (Wayback Machine)
- Veggie Meet  Arhivirana inačica izvorne stranice od 10. svibnja 2007. (Wayback Machine)